# Mosteiros (Ponta Delgada)
Mosteiros é uma freguesia portuguesa do município de Ponta Delgada,  com 8,98 km² de área e 1021 habitantes (censo de 2021). A sua densidade populacional é 113,7 hab./km².
A freguesia está situada na parte ocidental da ilha, a uns 30 km de Ponta Delgada e a uns 10 km da zona balnear da Ferraria. Está a uma altitude de 16 a 30 m, sendo uma espécie de grande fajã.
O restante da freguesia é bem mais elevado (Pico e Lombas) com altitudes entre os 140 a 190 metros. Os Mosteiros têm estrada que permite a ligação a Ponta Delgada, quer pelo Sul como pelo Norte, bem como à cidade da  Ribeira Grande. O índice de pluviosidade é dos mais baixos na ilha. O solo é bem produtivo, talvez por ser o mais jovem na ilha, com apenas quase 600 anos.

## Demografia
A população registada nos censos foi:
| Distribuição da População por Grupos Etários | Distribuição da População por Grupos Etários | Distribuição da População por Grupos Etários | Distribuição da População por Grupos Etários | Distribuição da População por Grupos Etários |
| -------------------------------------------- | -------------------------------------------- | -------------------------------------------- | -------------------------------------------- | -------------------------------------------- |
| Ano                                          | 0-14 Anos                                    | 15-24 Anos                                   | 25-64 Anos                                   | > 65 Anos                                    |
| 2001                                         | 256                                          | 192                                          | 547                                          | 201                                          |
| 2011                                         | 176                                          | 172                                          | 587                                          | 188                                          |
| 2021                                         | 115                                          | 130                                          | 581                                          | 195                                          |

## Economia
As atividades principais são a pesca e a agricultura embora já muitos habitantes tenham nos serviços a sua principal ocupação. É banhada pelo Oceano Atlântico, possuindo um porto de pesca, uma praia de areia escura, aonde desaguam duas ribeiras, provenientes das cumeeiras, uma delas dividindo a freguesia a meio; e piscinas naturais designadas por Caneiros e Poço da Pedra.

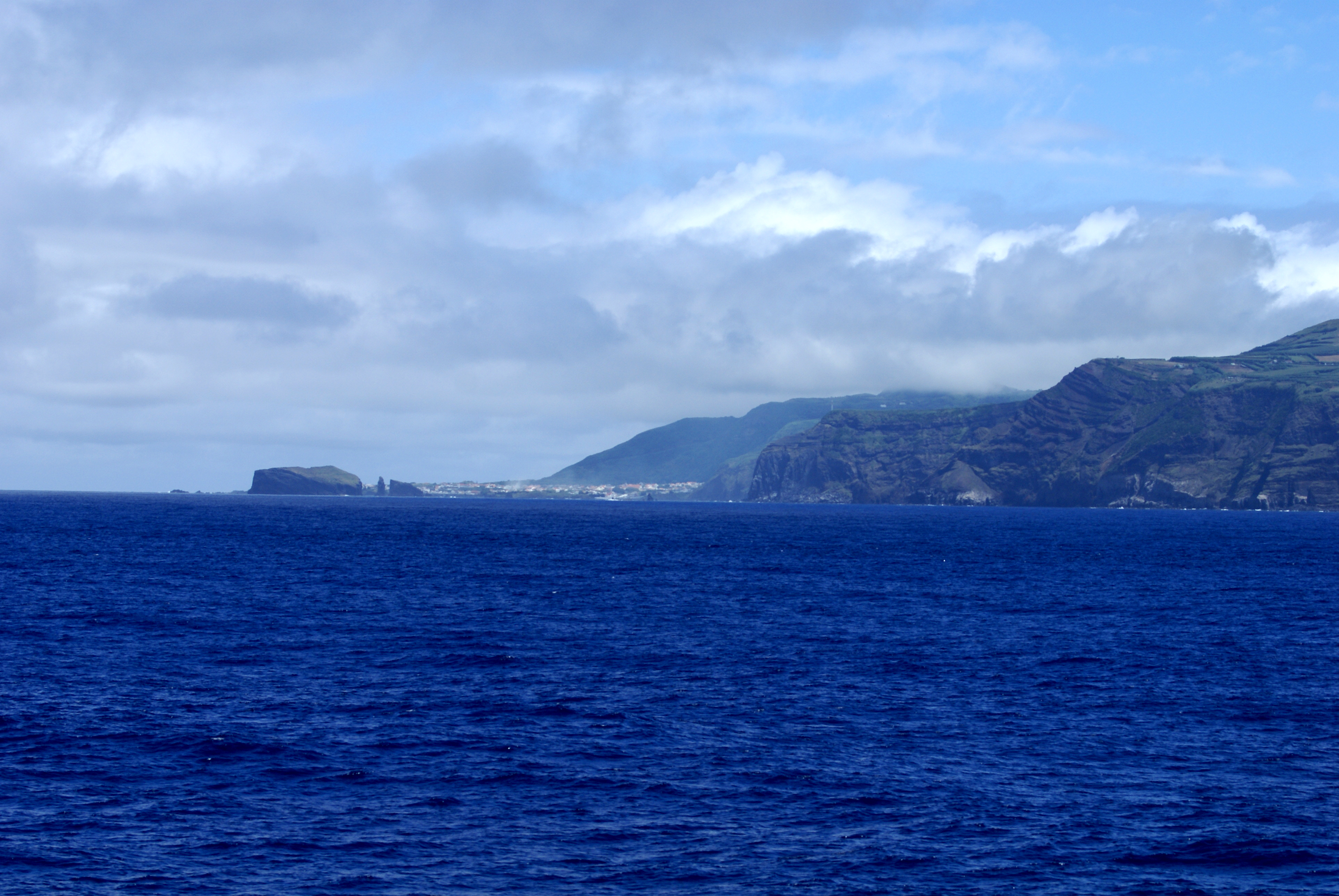
Mosteiro vistos do mar.

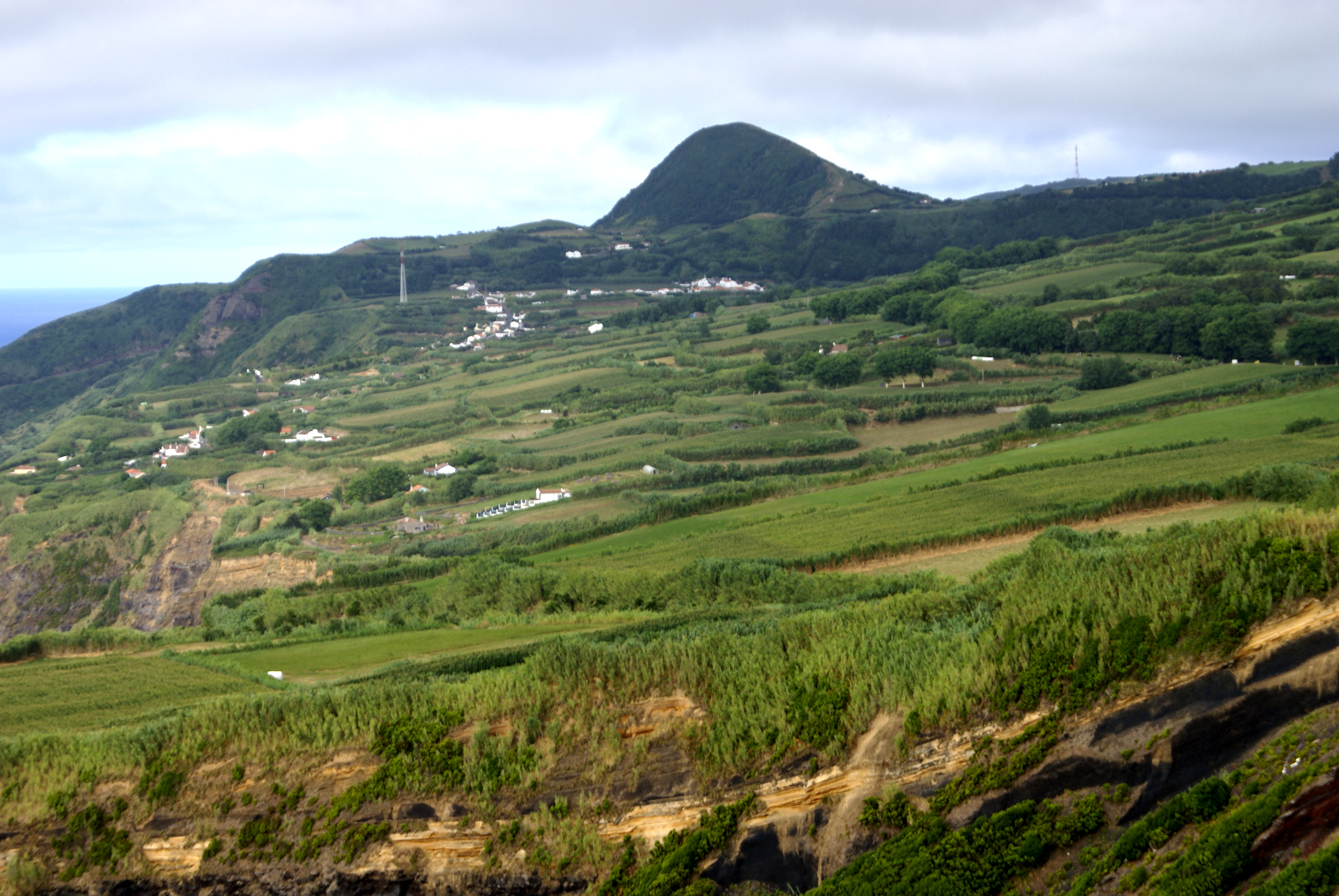
Vista das Lombas e do Pico de Mafra, nos Mosteiros, foto tirado da Várzea).

A zona balnear de "Caneiros" é muito procurada para banhos de "mar e algas". Durante a época balnear, possui nadadores salvadores e tem sido portadora de bandeira azul. Possui balneários com duches. Tem posto de farmácia, padaria, dois supermercados e cinco restaurantes/bar. Sendo uma grande fajã, tem montanhas a leste, genericamente chamadas de Cumeeiras, que fazem parte da Caldeira do vulcão das Sete Cidades.

## Património

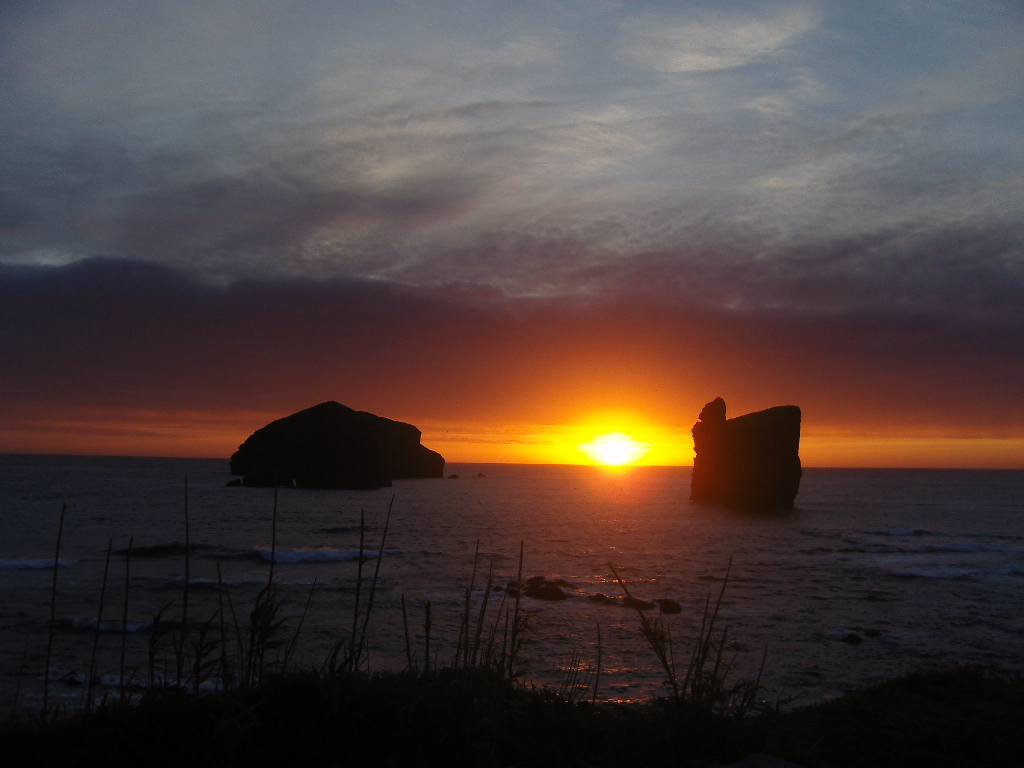
O espetáculo do pôr-do-sol

Os Mosteiros tem uma escola, A Escola Comendador Ângelo José Dias,do 1.º ciclo; uma igreja dedicada à evocação de Nossa Senhora da Conceição, padroeira tanto da freguesia como de Portugal, cuja imagem se encontra na Igreja de Nossa Senhora da Conceição, uma capela dedicada a São Lázaro, quatro impérios  do Espírito Santo e duas filarmónicas: Banda Fundação Brasileira, fundada em 1863 e Banda Harmonia Mosteirense, fundada em 1883 e que imprimem uma dinâmica social positiva, de grande impacto local.
A Casa do Pescador foi inaugurada no dia 27 de março de 2004 e inclui um espaço museológico, onde é retratada a atividade piscatória naquela localidade, nomeadamente, através de uma exposição das artes de pesca, que contempla as principais tradições locais, do passado e do presente. Atualmente este espaço está a cargo da empresa marítimo-turística Terra do Pico que mantêm aberto o museu e oferece serviços de observação de cetáceos e passeios turísticos ao longo da costa da freguesia..
Existiram dois fortes militares de pequenas dimensões que, já em 1862 estavam arruinados, não chegando aos nossos dias, o Forte da Conceição (conhecido localmente por castelo) e o de Santo Amaro.

## Turismo
E uma freguesia muito procurada no verão, quer por residentes na ilha quer por turistas nacionais e estrangeiros, sendo fácil arranjar alojamento em casas de campo ou alojamento local, com site na internet. Local ideal para quem gosta de costa e mar, quer para banhos quer para pesca. Pode-se também passear subindo, pelos caminhos pedestres que vão dar à freguesia das Sete Cidades, usando a rua da Pedra Queimada ou o do Pico de Mafra, aproveitando para subir ao próprio com altitude de 358 metros. Existe também o Caminho Velho que liga os Mosteiros (Lombas) ao Miradouro do Escalvado ou o outro que liga os Mosteiros ao lugar do João Bom do Pilar da Bretanha. Tem também vários merendários como é o caso do das Barracas, do Caminho Velho, e o mais recente, do Ramal. Traga o seu farnel pronto ou para grelhar e desfrute desses espaços muito procurados pela população micaelense, durante todo o Verão. Os governantes locais, recentemente dotaram a Rua Beira-mar de Baixo e o largo da rua do Castelo, igualmente com merendários, onde se pode ainda apreciar, a costa, o mar e o ex-libris local - os quatro ilhéus. Possui dois velhos moinhos de vento, que deixaram de trabalhar na década de 50. Um outro, no Castelo, foi demolido. Ainda funcionava em pleno em 1935. Existem quatro fontenários datados do século XIX. Dois em baixo na freguesia, um nas Lombas e o outro no Pico. Outros mais recentes ainda se podem apreciar, como o da rua da Areia e o da rua do Castelo. Mais recentemente, tem sido possível dar passeios de barco, a partir do porto e ver golfinhos e baleias ou simplesmente  visitar os ilhéus  ou a Ferraria por mar. É possível desfrutar de um dos mais belos pôr-do-sol da ilha.
Os restaurantes locais têm muita procura, pelos pratos de peixe e marisco. Como estão limitados na sua capacidade, o melhor é reservar.
[[]]

## Gastronomia
O polvo assado, as cracas , as lapas , os cavacos e o peixe fresco (considerado dos melhores da ilha), são  pratos considerados típicos da localidade, dada a forma de os confecionar. Nem todos gostam, mas os verdadeiros apreciadores de lapas, comem-nas cruas e vivas. Outros pratos típicos são o feijão assado, o bolo da sertã, os derivados da matança do porco como os chouriços de carne, os chouriços mouros, as morcelas, o pé-de-torresmo, o debulho, os torresmos brancos, os torresmos de vinha d'alhos, os chicharros assados, favas guisadas, favas escoadas, lapas ao molho de Afonso, batata doce assada, massa sovada e licor como o de funcho ou o vinho abafado. Existe uma pequena produção do chamado vinho de cheiro, que ainda é do agrado de muitos apreciadores.

## Festas
A sua festa maior é no 3.º domingo de Agosto, Festa Religiosa, com procissão dedicada a quatro santinhos que são: Nossa Senhora da Conceição, Santo Antão, São Pedro e Coração de Jesus, alternando todos os anos. São três dias de festa que na parte profana tem iluminação, arraial, barracas de petiscos e arrematações. É habitual haver durante o ano, festas diversas, promovidas pelas duas bandas locais, como as festas de Passagem de ano, do Carnaval, os festivais de Sopas etc., até jantares para a angariação de fundos. As Domingas do Espírito Santo regressam todos os anos a seguir à Quaresma, que nesta freguesia têm uma tradição e um culto muito forte.
O Festival das Marés, festival recente e que se realiza nos finais de Agosto, atrai milhares de pessoas de toda a ilha, para três noites de concertos, com figuras de topo do panorama musical nacional e internacional. As autoridades locais, colocam ao dispor dos festivaleiros de fora, espaço para acampar e parque de estacionamento.
A Banda Filarmónica Fundação Brasileira dos Mosteiros, promotora e organizadora do evento, está de parabéns por tão grande sucesso, para a promoção da freguesia, do concelho e até dos Açores.

## Freguesias limítrofes
- Ajuda da Bretanha, nordeste
- Sete Cidades, leste
- Ginetes, sul e sudoeste